# Nagylevelű liliomfa
A nagylevelű liliomfa (Magnolia macrophylla) a liliomfafélék (Magnoliaceae) családjába tartozó fafaj.

## Származása, élőhelye
Az Amerikai Egyesült Államok délkeleti részén, valamint Mexikó keleti részén őshonos. Sűrű, nedves erdőkben él.

## Alfajok, változatok
A The Plant List adatbázisa szerint az alábbi változatok ismertek (korábban alfajokként írták le őket):
- Magnolia macrophylla Michx. – az Egyesült Államok délkeleti részén
- Magnolia macrophylla var. ashei (Weth.) D. L. Johnson (syn. Magnolia macrophylla subsp. ashei (Weth.) Spongberg[2])

Florida északnyugati részén. A Természetvédelmi Világszövetség (IUCN) vörös listája alapján mérsékelten fenyegetett faj.
- Magnolia macrophylla var. dealbata (Zucc.) D. L. Johnson (syn. Magnolia macrophylla subsp. dealbata (Weth.) J. D. Tobe[4][5])

Mexikó keleti részének köderdeiben él.

## Leírása
Lombhullató, akár 15 méter magasra is megnövő, terebélyes, oszlopos alkatú fa. Kérge sima és halványszürke színű. A fiatal hajtások finom szőröktől pelyhesek, szürkés árnyalatúak. Levelei hajtásvégeken, nagy örvökben fejlődnek, nyelesek; a levélváll többnyire fülecskés; a levéllemez vékony és feltűnően nagy, alakja széles elliptikus vagy keskeny tojásdad, hosszúsága 60 cm, szélessége 30 cm, a levéllemez színe zöld színű és sima, fonáka a finom szőröktől kékeszöld, kissé fehéres árnyalatú és molyhos tapintású, a főér ezen az oldalon kiemelkedik. Virágai nyár elején-közepén, azaz lomblevelei megjelenésével egy időben nyílnak, s azokhoz hasonlóan nagy méretűek, 30 cm átmérőjűek, csésze alakúak, illatosak. A virágtakaró egynemű, 9 lepellevélből áll, melyek krémszínűek vagy sárgák; a külső lepellevelek zölden vékonyan csíkozottak, míg a belső lepellevelek töve bíbor árnyalatú. Termése valójában terméscsoport, külsőleg a tobozra emlékeztet; 7,5 cm hosszú, kerekded, rózsaszín, éretten a magvak kilógnak belőle.
A mérsékelt éghajlati öv őshonos lombhullató fái közül valószínűleg a nagylevelű liliomfa levelei és virágai a legnagyobbak.

## Képek

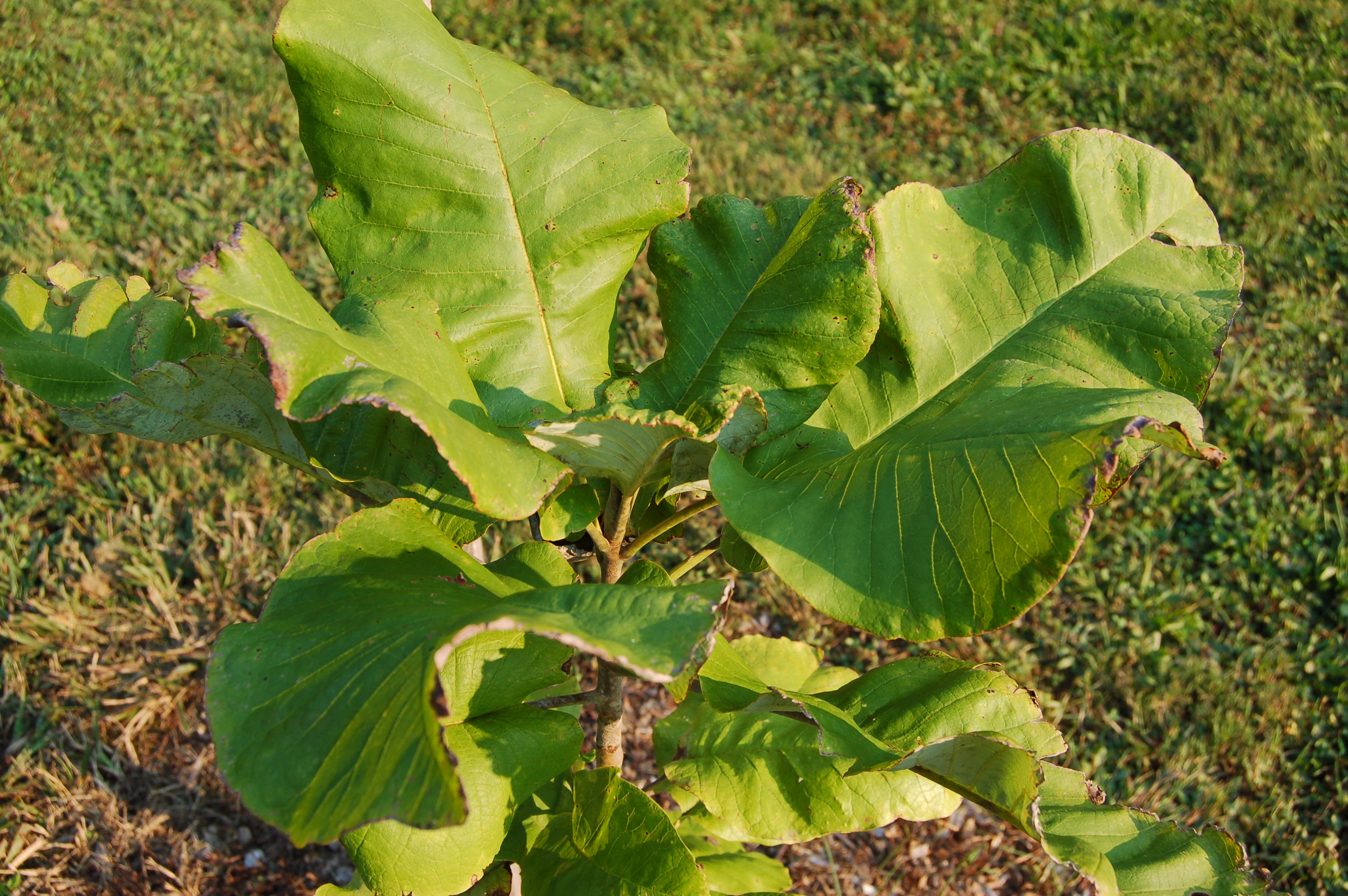
Levelei
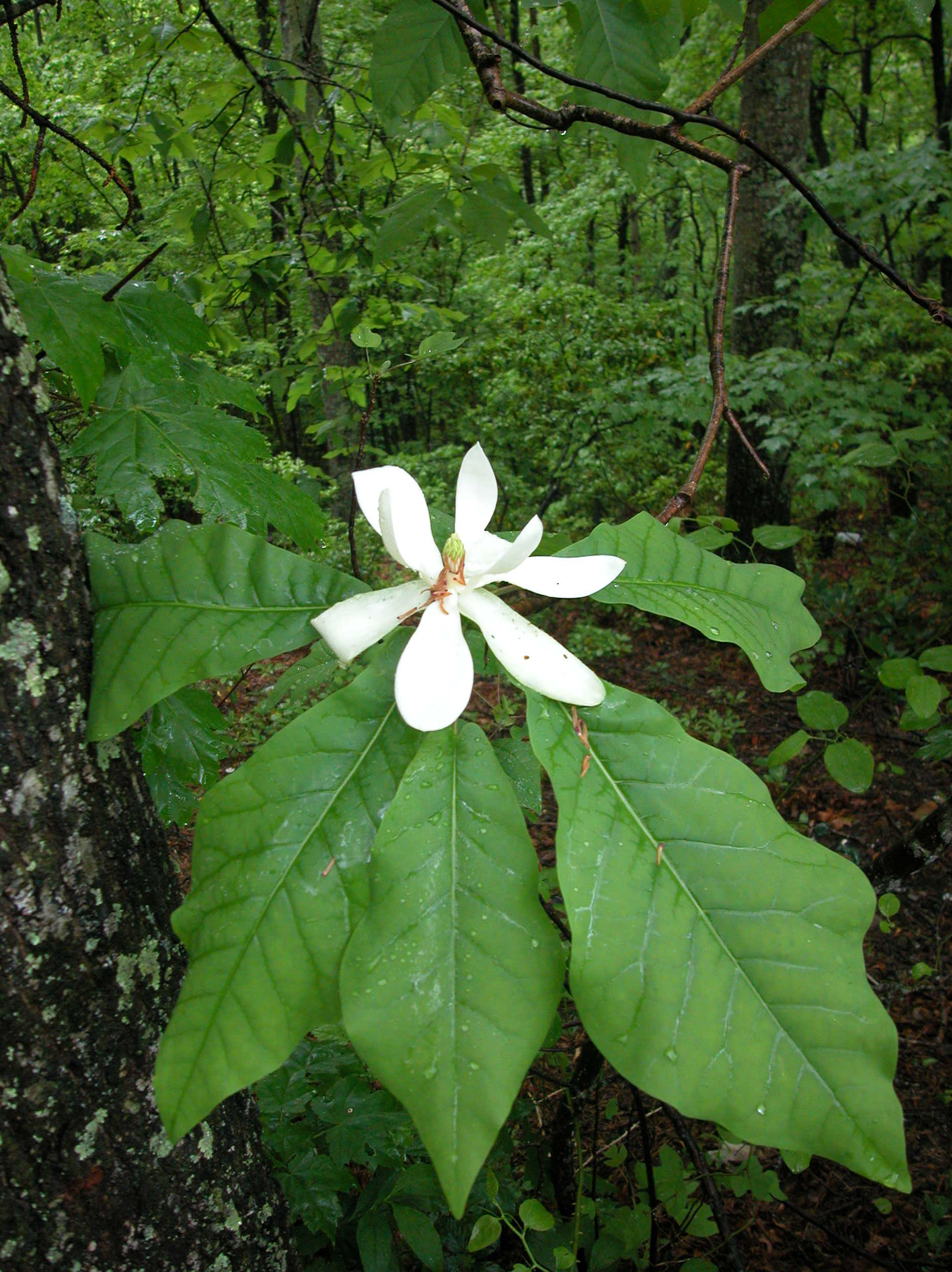
Virága
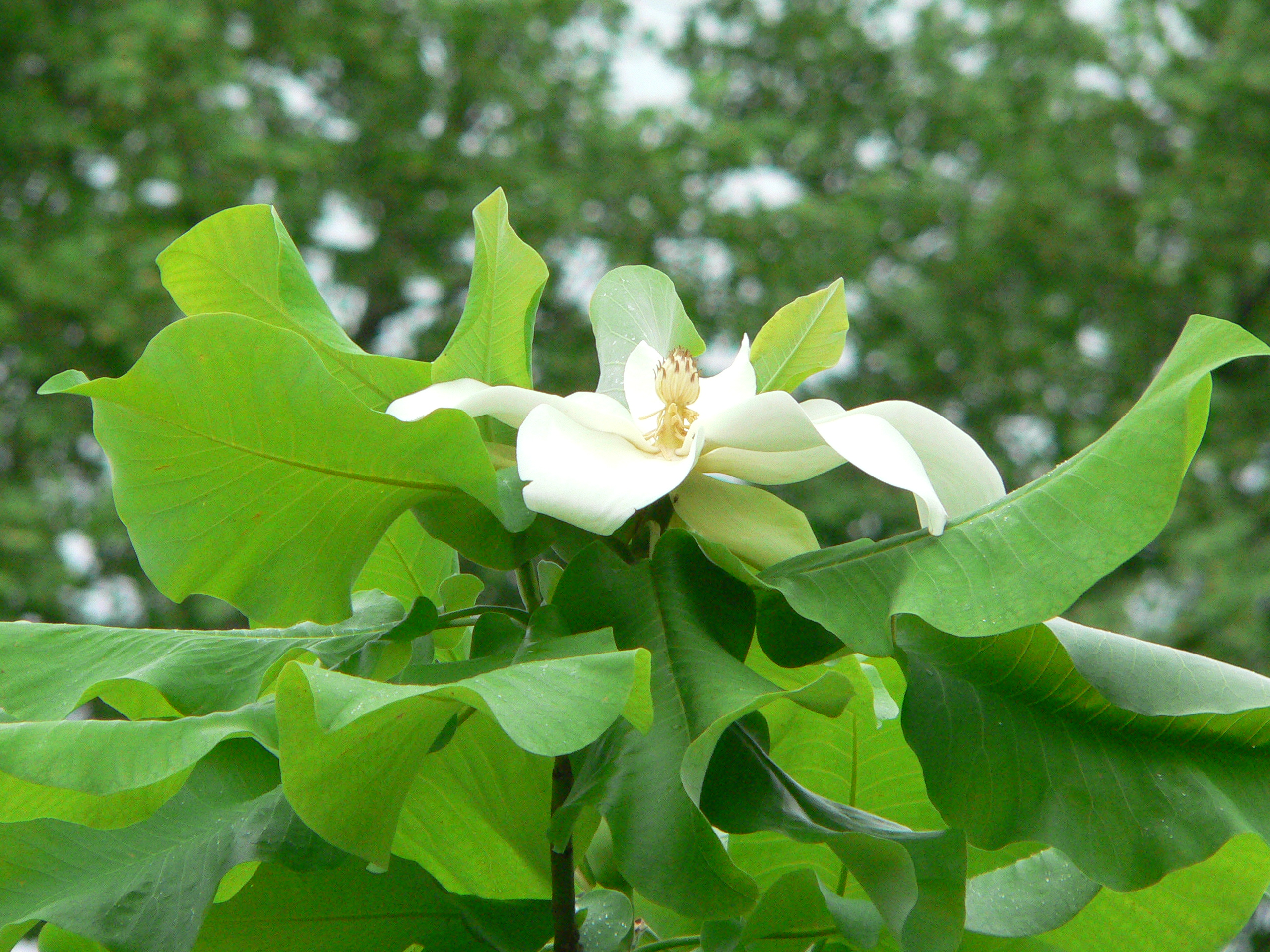
M. macrophylla var. ashei virága